# Wasservogelreservat Northeimer Seenplatte
Das Wasservogelreservat Northeimer Seenplatte ist ein Naturschutzgebiet in der niedersächsischen Stadt Northeim im Landkreis Northeim.
Das Naturschutzgebiet mit dem Kennzeichen NSG BR 042 ist rund 80 Hektar groß. Es ist vollständig Bestandteil des EU-Vogelschutzgebietes „Leinetal bei Salzderhelden“. Das Naturschutzgebiet grenzt im Nordwesten direkt an die Naturschutzgebiete „Leineniederung Salzderhelden“ und „Polder I im Hochwasserrückhaltebecken Salzderhelden“. Das Gebiet steht seit dem 2. März 1984 unter Schutz. Bereits seit 1983 ist es von der EU als „besonderes Schutzgebiet natürlicher Lebensräume“ anerkannt. Zuständige untere Naturschutzbehörde ist der Landkreis Northeim.
Das Naturschutzgebiet liegt in der Leineaue nordwestlich von Northeim. Es stellt einen Teil der Northeimer Seenplatte zwischen der Bundesautobahn 7 im Süden, der Nord-Süd-Strecke und Schnellfahrstrecke Hannover–Würzburg im Osten, der Verwallung des Polder V des Hochwasserrückhaltebeckens Salzderhelden im Nordwesten und der Landesstraße 572 im Westen unter Schutz.

## Flora und Fauna
Das Gebiet umfasst mehrere durch Kiesabbau entstandene Baggerseen und die sie umgebenden Bereiche. Während im Westen und Norden des Naturschutzgebietes Teilbereiche als Grünland bzw. Acker genutzt werden, ist der Kiesabbau in den meisten der Seen beendet. Sie dienen als Lebensraum für an Wasser gebundene Tier- und Pflanzenarten und haben große Bedeutung für brütende und rastende Vogelarten. Im Bereich des Naturschutzgebietes kommen über 170 Vogelarten vor, von denen viele hier auch brüten, darunter z. B. Haubentaucher, Grau- und Nilgans, Flussregenpfeifer, Beutelmeise und Eisvogel. Weiterhin gibt es eine Kormorankolonie.
Während des Vogelzugs sind u. a. Zwergmöwen, Seeschwalben wie Fluss-, Küsten-, Trauer- und Zwergseeschwalben, verschiedene Lappentaucher wie Schwarzhals-, Rothals-, Zwerg- und Ohrentaucher sowie Seetaucher wie Pracht- und Sterntaucher und Meerenten wie Trauer-, Eider- und Samtenten zu beobachten. Zahlreiche Vögel überwintern hier, darunter Tauchenten wie Tafel- und Reiherente sowie Schellenten und Säger wie Gänse-, Zwerg- und Mittelsäger. Daneben sind Blässhühner und Haubentaucher anzutreffen. Im Naturschutzgebiet überwintert auch die Rohrdommel.
Durch das Naturschutzgebiet verläuft ein Wanderweg, der zur Expo 2000 in Hannover als „Themenpfad Wasser“ angelegt wurde. An mehreren Stellen befinden sich Beobachtungspunkte für die Naturbeobachtung.